# Guy2Bezbar
Guy2Bezbar, de son vrai nom Guy Fernand Kapata, né le 3 décembre 1997 dans le 18e arrondissement de Paris, est un rappeur, chanteur et footballeur français,.

## Biographie
Guy2Bezbar, de son vrai nom Guy-Fernand Kapata est né le 3 décembre 1997 dans le 18e arrondissement de Paris. Le chanteur est originaire de la République Démocratique du Congo. Il choisit son pseudo en référence à son prénom et son quartier, Barbès. Il est père d'un petit garçon.

### Carrière musicale

#### Débuts
Il sort sa première mixtape, Mixtape en 2015, tandis que dans les deux années suivantes, les volumes 1 et 2 de sa mixtape Jungle ont été publiés. Puis il continua à sortir des singles jusqu'en 2021.

#### Coco Jojo(2021-2022)
Le 19 novembre 2021, Guy2Bezbar sort son premier album studio, Coco Jojo,. On y retrouve en feat, Hamza à 2 reprises, sur les morceaux Fendi Love et Mastic, Zkr sur Baltimore, Tayc sur l’entraînant Nana, Mayo sur Space Mountain, ainsi que Junior Bvndo, Rapi Sati, Sanchez, SD et Jackmaboy sur le titre Dix-huit.

#### Jusqu'aux étoilesavec Leto (2022)
L'année suivante, il entame une collaboration avec le rappeur Leto, qui aboutit à la sortie de l'album commun Jusqu'aux étoiles le 11 novembre. La sortie de l'album fut suivie quelques mois plus tard par un concert à l'Olympia de Paris.

### Carrière sportive
À 20 ans, il effectue un test à West Ham, un club de la banlieue est de Londres évoluant dans le championnat d’Angleterre de football en Premier League, sans toutefois obtenir le poste. Au lieu de cela, il a rejoint le Paris FC puis le Red Star.
Le 10 août 2023, il signe à l’US Ivry en National 3.

## Discographie

### Singles
- 2016 : ComeBack
- 2017 : Jungle #4
- 2017 : Jungle #5
- 2017 : Miserati
- 2017 : Voyou (feat. Pikos)
- 2017 : Pas comme les autres (feat. Rapi Sati) (Freestyle)
- 2017 : Judas (Freestyle)
- 2019 : My Block
- 2019 : Échos
- 2019 : C'est normal (feat. Chilly)
- 2020 : La Callé
- 2020 : Bebeto
- 2020 : La Callé part. 2 (Remontada)
- 2020 : TPM (feat. Freeze Corleone)
- 2021 : La Callé part.3 (Ça flingue)
- 2021 : D.C.B
- 2021 : Business
- 2021 : La Callé part. 4 (Favelas de Paname) (feat. Leto)
- 2021 : Lala
- 2021 : Rich Porter
- 2021 : Boy
- 2021 : Cracklanders (A Colors Show)
- 2021 : Fendi love (feat. Hamza)
- 2022 : Full Black  Or[12]
- 2022 : Jour et nuit
- 2022 : Beretta
- 2022 : Boum Boum
- 2022 : Fly (avec Leto)
- 2022 : Sosa (avec Leto) Or[13]
- 2022 : TP1G (avec Leto)
- 2022 : La capitale est sous contrôle (avec Leto)
- 2023 : La Callé part. 5
- 2023 : Guapa
- 2023 : Opération Dragon #1
- 2023 : Opération Dragon #2
- 2023 : Tout l'été
- 2023 : Dis-moi (feat. SDM)
- 2023 : Zéro (feat. Franglish)
- 2023 : Opération Dragon #3
- 2023 : ADN
- 2024 : Tapie
- 2024 : Monaco Diamant
- 2024 : Coco (feat. Tayc)
- 2025 :Jerrican (feat. La Mano 1.9) Or

### Apparitions
- 2016 : Guizmo feat. Guy2Bezbar - Ça va chier (sur l'album GPG)
- 2020 : Guy2Bezbar - Strike (sur la mixtape R.I.P.R.O. Volume III de Lacrim)
- 2021 : Lefa feat. Guy2Bezbar & Rapi Sati - P.F.P (sur l'album D M N R)
- 2021 : 404Billy feat. Guy2Bezbar - 77% (SOS)
- 2021 : ALP feat. Guy2Bezbar - 3X
- 2021 : Chily feat. Guy2Bezbar - Pump L Up (sur la mixtape Van Bommel)
- 2021 : Koba LaD feat. SDM, Guy2Bezbar - Tue ça (sur la mixtape Cartel : Volume 1)
- 2021 : Goulag feat. Guy2Bezbar - Ça flingue (sur la mixtape Perpette ou les îles 2)
- 2021 : Bolémvn feat. Guy2Bezbar - Ça canarde (sur l'album Anarchiste)
- 2021 : Niska feat. Guy2Bezbar - De bon matin (sur la mixtape Le monde est méchant)
- 2021 : Mayo feat. Guy2Bezbar & Rsko - C'est puissant (sur la mixtape Yoski)
- 2021 : Koba LaD, Jul, PLK, SCH, Gazo, Soso Maness, Kofs, Guy2Bezbar, Naps - Le classico organisé (sur le triple album Le Classico organisé)
- 2022 : Dinos feat. Guy2Bezbar - Harlem (sur l'EP Aquanaute)
- 2022 : Leto feat. Guy2Bezbar - Trop frais (sur la réédition de l'album 17% (Extension))
- 2022 : Fally Ipupa feat. Leto & Guy2Bezbar - Sugar Daddy (sur la réédition de l'album Tokooos II Gold)
- 2022 : Josman feat. Guy2Bezbar - POP (sur l’album M.A.N)
- 2022 : Green Montana feat. Guy2Bezbar - MPIAKA (sur l'album Nostalgia+)
- 2022 : Leto & Guy2Bezbar - Fais de l'argent
- 2022 : AM La Scampia feat. Guy2Bezbar - Gangsta Luv (sur l'album Triste Fête)
- 2022 : RK feat. Guy2Bezbar & Mig - Indiana (sur l'album Mentalité (Part. 1))
- 2022 : Megaski feat. Guy2Bezbar & Chilly - Dans ça (sur la mixtape DLK III)
- 2022 : Norsacce Berlusconi feat. Guy2Bezbar - No Cap (Sur L'album Propaganda)
- 2023 : Favé feat. Guy2Bezbar - + de sous (sur l'EP F4)
- 2023 : Lujipeka feat. Guy2Bezbar - BBRY (sur l'album Montagnes Russes : Menu XXL)
- 2023 : Jey Brownie X FLEM feat. Guy2Bezbar - Week-End (sur la mixtape Faits Divers)
- 2023 : Zed feat. Guy2Bezbar - Opps (sur l'EP SOIXVNT3)
- 2023: Genezio feat. Guy2Bezbar - Gé Appris (sur la mixtape Vibestars : Saison 2)
- 2023 : Slkrack feat. Guy2Bezbar - Badboy (sur Crackito, vol.2)
- 2023 : Saamou feat. Guy2Bezbar - Célèbre (sur Nous c'est la TH, vol.3)
- 2023 : Richie Beats feat. Guy2Bezbar - Maradona 10 (sur Oh My God, Vol.1)
- 2023 : Oldpee feat. Hamza & Guy2Bezbar - SORRY (sur la mixtape Je M'appelle SIDI)
- 2024 : Houdi feat. Guy2Bezbar - 100 (sur la mixtape HOOD VOLUME.1)
- 2024 : S.Pri Noir feat. Guy2Bezbar & MarJ - La main de Dieu (sur l'album La Cour Des Miracles)
- 2024 : Uzi feat Guy2Bezbar - Encore Nous(sur l'album Sur Le Chemin Phase 2)
- 2024 : Madrane feat. Guy2Bezbar - Multicolore
- 2024 : Mac Tyer feat. Guy2Bezbar - LIFE (sur l'album La Vie Du Triple OG)
- 2024 : Gaz Mawete feat. Guy2Bezbar - Truc en commun (sur L'EP Gaz Mawete)
- 2024 : Dribo feat. Guy2Bezbar & Mayo - Tontons Flingueurs
- 2024 : Landy feat. Guy2Bezbar - Charger (sur l'album BRAVE)
- 2024 : Good Nation feat. NSG & Guy2Bezbar - Comment ça va ?
- 2024 : M87 feat. Guy2Bezbar - L'oseille (sur l'EP Emprise)
- 2024 : Bramsito feat. Guy2Bezbar - Distance (sur l'EP Big Man)
- 2024 : Arma Jackson feat. Guy2Bezbar - BBL.00
- 2024 : Marginal feat. Guy2Bezbar & Da Uzi - Robert Pirès (sur l'album (Le défilé.))
- 2025 : Cheu-B feat. Guy2Bezbar - Brick's (sur la mixtape Bigsky Energy)
- 2025 : Soprano feat. Guy2Bezbar - Tour du Monde
- 2025: KeBlack feat. Guy2Bezbar - Melrose Place (sur l'album Focus Mentalité) Diamant
- 2025: Théodora feat. Guy2Bezbar - PAY! Or

## Classements et certifications

### Album
| Année | Titre                         | Meilleure position | Meilleure position | Meilleure position | Meilleure position | Certification |
| Année | Titre                         | FRA                | WAL                | FLA                | SUI                | Certification |
| ----- | ----------------------------- | ------------------ | ------------------ | ------------------ | ------------------ | ------------- |
| 2021  | Coco Jojo                     | 9                  | 21                 | 134                | 33                 | (SNEP) : Or   |
| 2022  | Jusqu'aux étoiles (avec Leto) | 6                  | 15                 | —                  | 30                 |               |
| 2023  | Ambition                      | 3                  | 13                 | —                  | 23                 | (SNEP) : Or   |
| 2024  | Ambition II                   | 4                  | 25                 | —                  | 75                 | (SNEP) : Or   |
| 2024  | Maison Blanche                | 31                 | 150                | —                  | —                  |               |